# Tecnomasio Italiano Brown Boveri
Tecnomasio Italiano Brown Boveri, kurz TIBB, war bis 1988 ein italienischer Hersteller von Eisenbahn- und Tramfahrzeugen, elektrischen Ausrüstungen für Trolleybusse sowie Sicherungsanlagen und Signale. Heute heißt das Unternehmen Bombardier Transportation Italy.

## Geschichte
Tecnomasio Italiano wurde 1871 in Mailand gegründet, um elektrische Motoren und Generatoren herzustellen. 1903 wurde das Unternehmen von der Schweizerischen Brown, Boveri & Cie. aufgekauft und in Tecnomasio Italiano Brown Boveri umbenannt.
1905 wurde in Vado Ligure in den Hallen der Società Italiana Westinghouse (als Nachfolgerin der Officine di Vado Ligure) die Drehstromlok E.550 gebaut, die ihre Leistungsfähigkeit auf der Giovi-Gebirgsbahn bei Genua unter Beweis stellte. 1919 wurde die Fabrik in Vado Ligure von TIBB aufgekauft und die Elektrolok-Herstellung fortgesetzt, z. B. mit den Drehstromloks E.330.
1926 beteiligte sich TIBB an der Gesellschaft SAR, welche die Drehstromelektrifizierung der Brennerstrecke durchführte. In diesen Jahren entwickelte sich die Gleichstromtraktion und TIBB stellte dafür vier Prototyplokomotiven vom Typ E.625 her, später Serienloks E.626 und E.424. In der Nachkriegszeit wurden E.636, ab 1957 E.646 und E.645 hergestellt. Für die ALe 840 wurde die Drehstromausrüstung hergestellt und die Triebwagen für den Zweistrombetrieb hergerichtet. Später begann die Produktion von E.633, E.652 und von Metrofahrzeugen für Rom und Mailand.
1988, bei der Fusion von Asea und Brown Boveri zur ABB, wurde aus der TIBB zunächst die ABB Tecnomasio, 1996, bei der Kooperation von ABB mit Daimler-Benz in der Adtranz, die Transportation-Adtranz Italy, 1999 die Daimler-Chrysler Rail Systems (Italia) S.p.A und 2001, nach dem Verkauf an Bombardier Transportation, die Bombardier Transportation Italy.